# Tschernembl (Adelsgeschlecht)

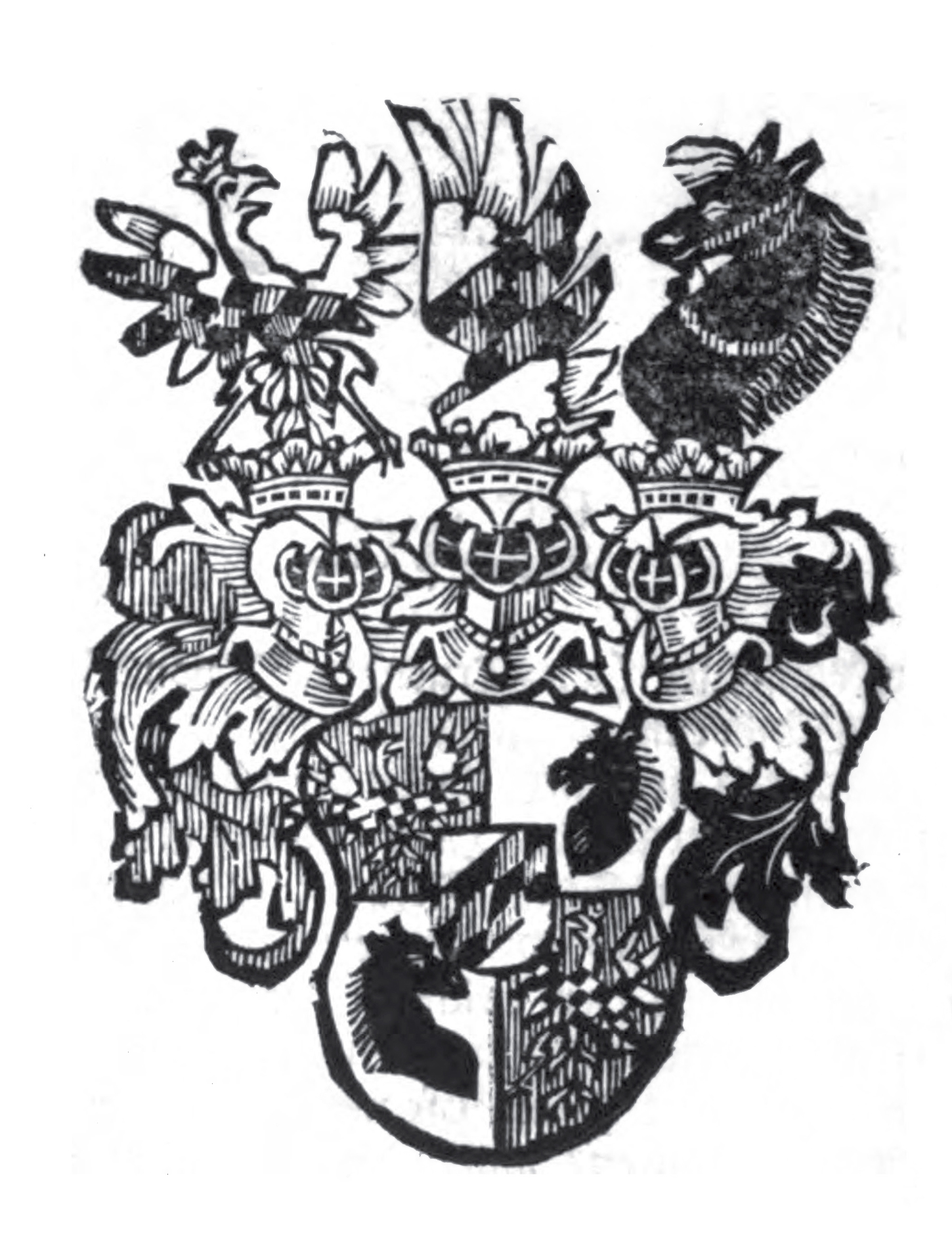
Wappen der Tschernembl (Freiherrn-Wappen)

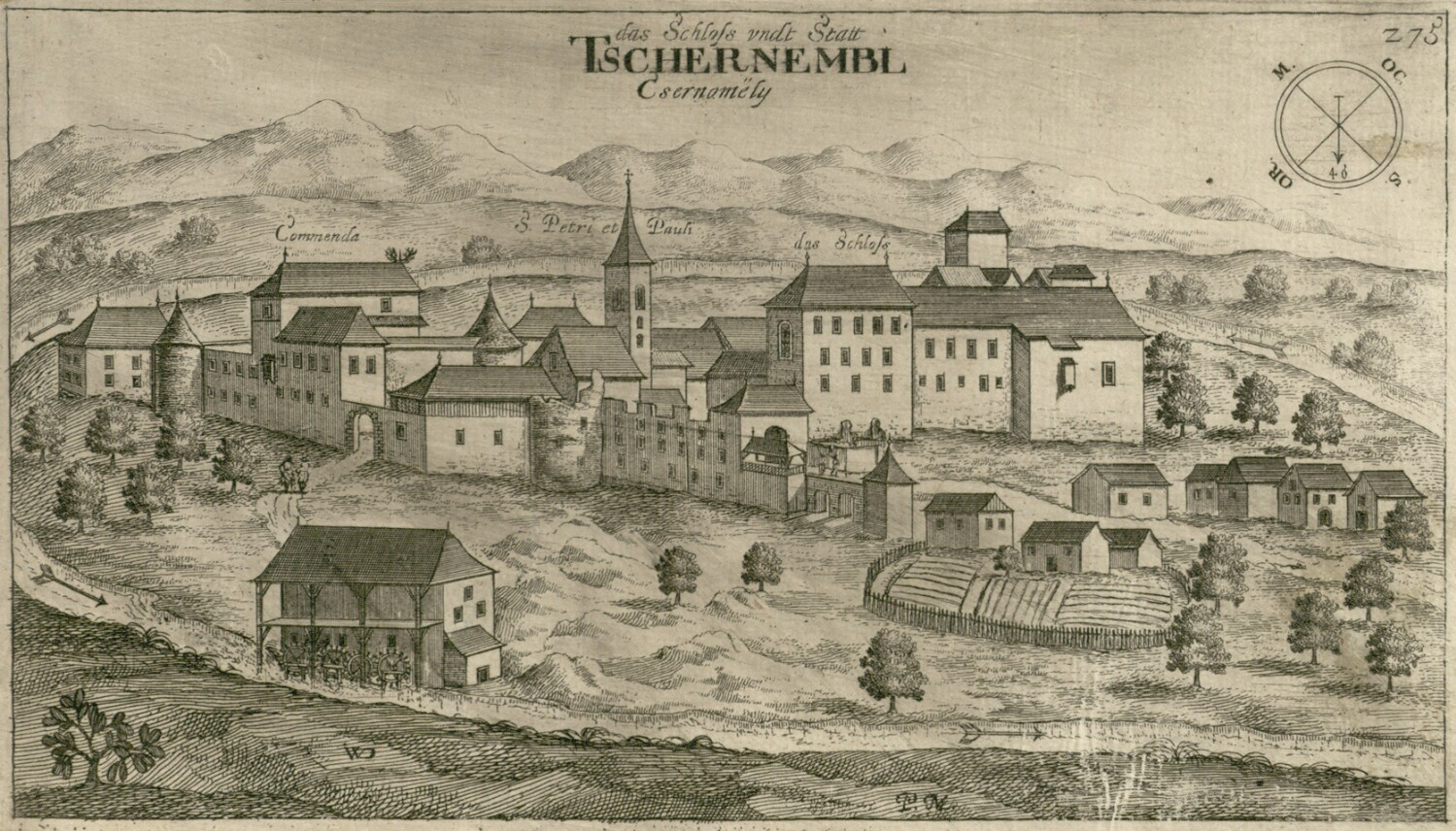
Stammsitz der Tschernembl (Zeichnung von Johann Weichard von Valvasor, 1679)

Tschernembl ist der Name eines Adelsgeschlechts, das aus der windischen Mark stammt und sich nach der Stadt Črnomelj benannte. Als Ritter in der Krain siedelten sie nach Oberösterreich über und wurden schließlich zu Freiherrn nobilitiert.

## Geschichte
Die ersten Vertreter dieses Geschlechts wurden im 14. Jahrhundert urkundlich erwähnt. Martin war 1431–1437 und Georg 1444 Krainer Vicedom, 1450 auch Landeshauptmann von Krain. 1464 wurden Georg und Caspar von Kaiser Friedrich III. in den Herrenstand aufgenommen. 1479 erscheint ein Georg als oberster Schenk des Landes Krain und der windischen Mark und zugleich als Landeshauptmann der Steiermark. Um 1535 übersiedelte Christoph nach Oberösterreich und brachte durch Heirat mit Margarethe von Scherffenberg die Herrschaften Schwertberg und Windegg an sein Haus. Er wurde dann in die oberösterreichische Landstände aufgenommen. Als führende Vertreter der Protestanten mussten einige Mitglieder nach 1620 das Land verlassen.
Die letzten männlichen Mitglieder der Hauptlinie der Tschernembl waren der Deutschorden-Ritter Johann Tschernembl († 8. Februar 1663 in Laibach), ein Sohn des Reichard, und die drei Söhne von Hans Georg von Tschernembl:
- Christian von Tschernembl († 1665), kaiserlicher Kämmerer und Hofkriegsrat, wurde kurz vor seinem Tod von Kaiser Leopold I. in den Grafenstand erhoben.
- Friedrich Ernst von Tschernembl († 1674) war seit 1637 Benediktiner im Kloster St. Gallen gewesen
- Johann Friedrich von Tschernembl († 22. März 1677) diente in der spanischen Armee als Obristwachtmeister und trat 1655 in den Deutschen Orden ein, wo er 19 Jahre lang die Deutschordenkomtur im Schloss St. Georgen am Sandhof in Kärnten leitete.

1677 erlosch damit der Hauptstamm der Herren von Tschernembl.
Eine Nebenlinie der Tschernembl erbaute 1281 ein festes Haus, welches „Castrum novum“ („Neuhaus“) genannt wurde. Danach nannten sie sich „Castelnuovo am Karst“ bzw. Nayhauß. 1313 wird Winther von dem Neunhause urkundlich erwähnt. Die Nayhauß-Cormons bestehen noch heute.

## Besitzungen
In Slowenien:
- Stadt Tschernembl (?–1565)[4]
- Schloss Erkenstein (15??–1572)[4]
- Herrschaft Hopfenbach (15??–1569)[4]

In Niederösterreich:
- Herrschaft Haugsdorf (1534–?)

In Oberösterreich:
- Herrschaft Windegg in Oberösterreich (1557–1620)
- Schloss Schwertberg in Oberösterreich (1563–1620)
- Harter Schlössel (1603–1620/22)[5]
- Herrschaft Mauthausen (1603–1612)[5]

## Persönlichkeiten
- Georg von Tschernembl (* ?; † 1480): Vicedom von Triest und Landeshauptmann der Steiermark
- Hans (* 16. Jh.; † 1595): Verordneter des Erzherzogtums Österreich ob der Enns
- Hans Christoph (* 16. Jh.; † 17. Jh.): Herr auf Windeck und Schwerdtberg, Erbschenk in Krain und der Windischen March, Mundschenk von Erzherzog Matthias
- Hans Georg (* 16. Jh.; † 17. Jh.): Herr auf Windeck und Schwerdtberg, am 1. Juni 1605 zum Ober-Hauptmann im Machlandviertel bestellt
- Georg Erasmus von Tschernembl (* 1567; † 1626): protestantischer Adeliger und Wortführer der oberösterreichischen Stände

## Wappen

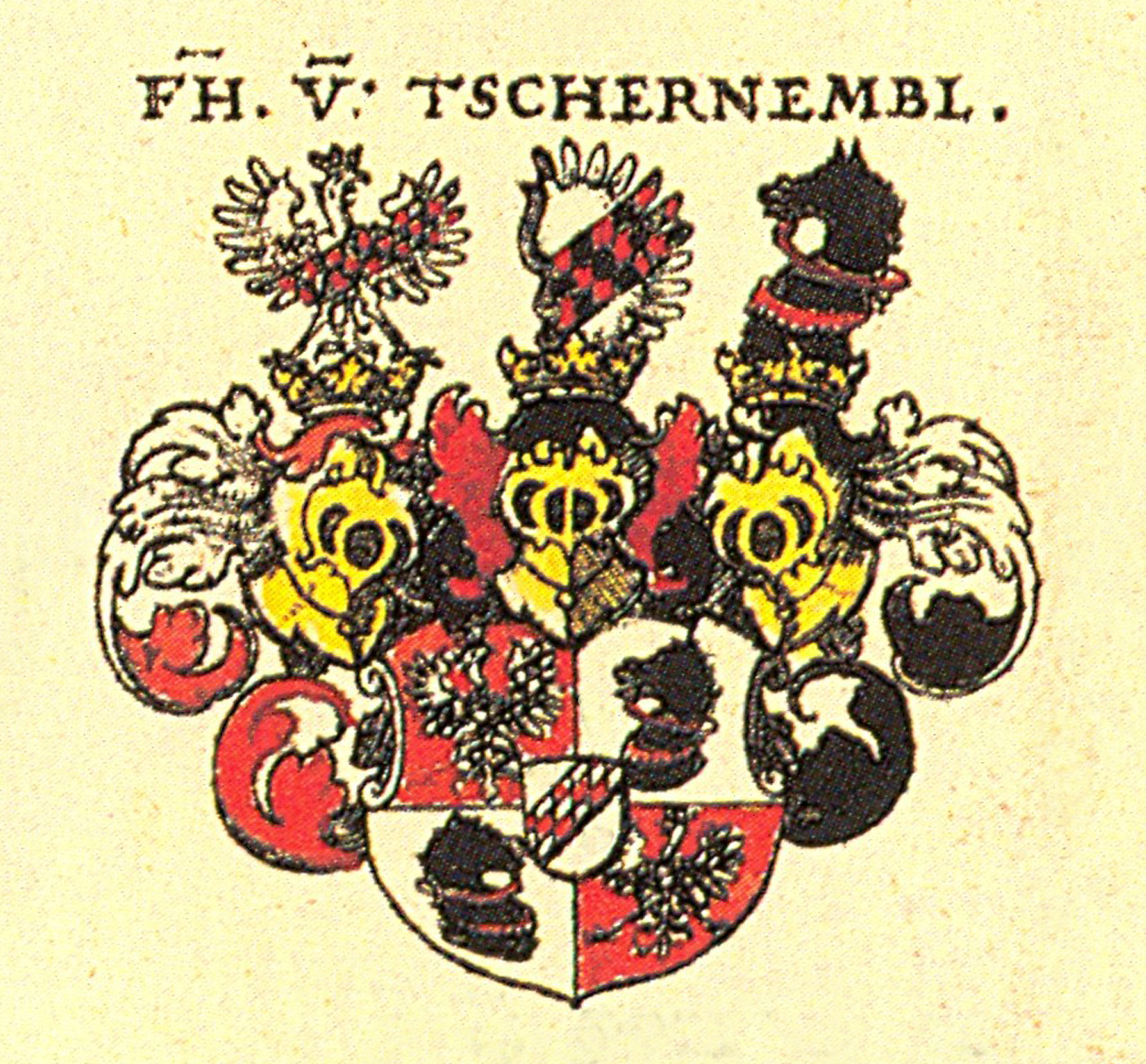
Gemehrtes Wappen der Freiherrn von Tschernembl, nach Siebmacher

### Stammwappen
Blasonierung: Das Stammwappen zeigt einen Schild mit einem, aus dem hintern obern gegen das vordern untern Winkel gehenden in schwarz und rot Schachweiß geteilten, Gehänge.

### Freiherrn-Wappen
Blasonierung: Das Freiherrnwappen zeigt den Schild vierteilig, das Herzschild wie das Stammwappen, im ersten und vierten Feld ein weißer, mit schwarz und rot Schachweiß geteiltem Gehänge über der Brust bedeckter, gekrönter Adler mit aufgespaltenen zum Flug geschickten Flügen in rotem Grund. Im zweiten und dritten Feld ein schwarzer, mit rotem Gezeug belegter Ross-Kopf in weißem Grund. Oben drei offene gekrönte Turnierhelme, der vordere mit dem gekrönten weißen Adler (wie oben beschrieben) und einer rot-weiß vermischten Helmdecke, der mittlere Helm Adlersflüge wie im Stammwappen und dieselben rot-weißen Decken, der hintere hat den oben beschrieben Pferdekopf und schwarz-weiß vermischte Decken.